# Karl von Ege
Karl von Ege (* 22. Juli 1837 in Esslingen am Neckar; † 25. Juni 1899 in Leipzig) war ein deutscher Reichsgerichtsrat.

## Familie
Karl Ege war das jüngste Kind des Ernst Jakob von Ege (1791–1854) und der Luise Ege geb. Gollmer (1802–1848) und hatte sechs Geschwister. Zwei seiner Brüder waren der Prälat und Generalsuperintendent Ernst von Ege und der Landtagsabgeordnete Emil Ege. 

## Leben
Nachdem er das Abitur in Stuttgart abgelegt hatte, studierte er vier Jahre, von 1855 bis 1859 in Tübingen und Heidelberg. Seit 1855 war er Mitglied der Burschenschaft Germania Tübingen. 1862 trat er als Gerichtsaktuar in den württembergischen Staatsdienst ein. Dies war er zunächst in Stuttgart, dann Münsingen und schließlich Riedlingen. 1870 wurde er Kreisrichter in Ravensburg, 1873 in Stuttgart. Daraufhin erfolgte seine Berufung zum Ersten Sekretär im Justizministerium. Bei den Verhandlungen im Reichstag 1875/76 über die Reichsjustizgesetze war Ege Schriftführer der Justizkommission. 1879 wurde er zum Landgerichtsrat in Stuttgart befördert und war ab dem Dezember 1879 dem Mitglied von Kübel in der 1. BGB-Kommission behilflich. Mit der Beendigung der Arbeiten der 2. Kommission 1889 kehrte er aus Berlin nach Württemberg zurück und wurde Rat am Oberlandesgericht Stuttgart. 1891 wurde er in den VI. Zivilsenat des Reichsgerichts berufen, dem er bis zu seinem Tode 1899 angehörte.
Er war ein Großvater von Arnold Gehlen.

## Schriften
- Mitarbeit im Kommentar Sarweys: Die Civilprozessordnung für das Deutsche Reich. Berlin 1879.
- Rezension zu: Dr. L. Gaupp, Die auf den Civilprozess bezüglichen Normen des württembergischen Landesrechts. Anhang II zur Civilprozessordnung für das Deutsche Reich, erläutert von Dr. L. Gaupp, Zweite Auflage. Freiburg i. B. (J. C. B. Mohr) 1893. In: Zeitschrift für deutschen Zivilprozeß. Band 18, 1893, S. 536 (online).